# Scythropochroa incohata
Scythropochroa incohata är en tvåvingeart som beskrevs av Franz Lengersdorf 1930. Scythropochroa incohata ingår i släktet Scythropochroa och familjen sorgmyggor. Inga underarter finns listade i Catalogue of Life.